# Philipp von Sachsen-Coburg und Gotha

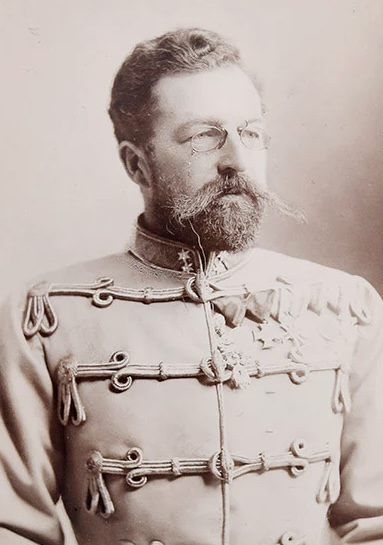
Prinz Philipp von Sachsen-Coburg und Gotha

Ferdinand Philipp Maria August Rafael von Sachsen-Coburg-Gotha (* 28. März 1844 im Palais des Tuileries in Paris; † 4. Juli 1921 in Coburg) war ein Prinz aus der katholischen Linie Sachsen-Coburg-Koháry.

## Leben
Philipp wurde als Sohn von Prinz August von Sachsen-Coburg und Gotha (1818–1881) und dessen Ehefrau Clementine d’Orléans (1817–1907), Tochter des französischen Königs Louis Philippe, geboren. 1870 wurde er Major der ungarischen Landwehr.
Am 4. Februar 1875 heiratete Prinz Philipp in Brüssel Prinzessin Louise (1858–1924), Tochter von Leopold II., König der Belgier, und Erzherzogin Marie Henriette von Österreich.
Philipp war ein enger Vertrauter seines Schwagers, des Kronprinzen Rudolf. Er entdeckte am Morgen des 30. Januar 1889 im Jagdschloss Mayerling zusammen mit Josef Graf Hoyos-Sprinzenstein und Kammerdiener Johann Loschek den toten Kronprinzen und dessen ebenfalls erschossene minderjährige Geliebte Mary von Vetsera.
Die Ehe von Philipp und Louise gestaltete sich katastrophal. Louise verließ ihren Mann 1896 und die Ehe wurde am 15. Januar 1906 geschieden, nachdem Louise 1898 entmündigt worden war. Grund war das langjährige Verhältnis Louises mit dem Grafen Géza von Mattachich-Keglevich (1867–1923), mit dem sich Philipp auf Befehl Kaiser Franz Josephs duelliert hatte. Schon vorher hatte Louise Affären unter anderem mit einem Adjutanten ihres Mannes gehabt.

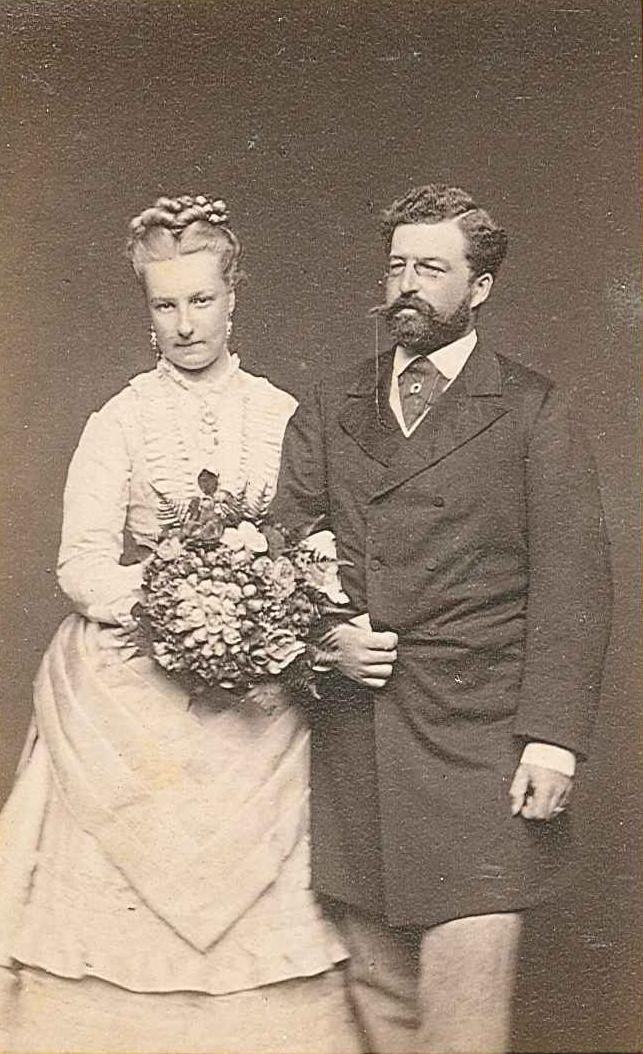
Prinz Philipp von Sachsen-Coburg und Gotha und seine Gemahlin Prinzessin Louise

Prinz Philipp verbrachte seine letzten Jahre im Coburger Bürglaß-Schlösschen und starb dort 77-jährig. Er wurde in der so genannten Koháry-Gruft der Kirche St. Augustin in Coburg bestattet. Philipp war Ritter des Ordens vom Goldenen Vlies sowie Träger des königlich portugiesischen Turm- und Schwertordens.
Sein Fideikommiss-Besitz kam noch 1921 an den Großneffen Philipp Josias Prinz von Sachsen-Coburg und Gotha (1901–1985).

## Numismatik
Prinz Philipp besaß eine bedeutende Münzsammlung aus Sachsen, dem Orient und Übersee. Er publizierte über orientalische Numismatik. Seine Universalsammlung wurde 1928 durch das Auktionshaus Leo Hamburger in Frankfurt am Main versteigert. Auf seine Person wurden verschiedene Medaillen herausgegeben; so 1875 auf seine Hochzeit mit Prinzessin Louise und im gleichen Jahr auf seine Ehrenmitgliedschaft in der Belgischen Numismatischen Gesellschaft.

## Nachkommen
Aus seiner Ehe hatte Philipp zwei Kinder:
- Leopold (1878–1916)
- Dorothea (1881–1967)

⚭ 1898 Herzog Ernst Günther von Schleswig-Holstein (1863–1921)